# Greif (Schiff, 1895)
Der Greif ist das älteste und einzige mit Steinkohle befeuerte Dampfschiff mit Schraubenantrieb, welches heute noch in der öffentlichen Personenschifffahrt der Schweiz verkehrt. Es ist Bestandteil des Industriepfades Zürcher Oberland und befährt den Greifensee und gehört als Schiffsklasse zu den Dampfbooten.

## Geschichte der Schifffahrt auf dem Greifensee

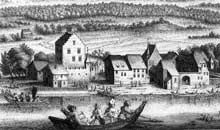
Ruderboote als Verkehrsmittel

Im Jahr 1428 gaben der Bürgermeister und der Rat von Zürich, dem Ruedy Meyer von Fällanden den Auftrag ein Schiff für 30 Personen zu bauen, um für den Landvogt von Greifensee unentgeltlich und für andere gegen Entgelt Transporte durchzuführen. Die Verbindung über den See, die vor allem Markt- und Botengängen dient, wurde bis dahin durch Ruderschiffe besorgt. Mit zunehmender Industrialisierung genügten diese jedoch nicht mehr.
Im Jahr 1856 entstand auf der Ustermer Seeseite die Glattalbahn. Maur lief Gefahr, von der Entwicklung abgeschnitten zu werden.
Im Jahr 1890 wurde die Dampfschifffahrtsgesellschaft für den Greifensee gegründet. Sie gab Aktien zur Zeichnung heraus. Der im Jahr 1868 erbaute Dampfer Delphin aus dem Besitz der Witwe Napoleons III. wurde gekauft. Die Dampfschifffahrt begann mit einem dichten Fahrplan, der Bahnverbindungen berücksichtigte.
Im Jahr 1892 kenterte der Delphin völlig überladen und sank vor Niederuster innerhalb einer Minute. Das Unglück forderte vier Menschenleben. Das Schiff wurde am nächsten Tag gehoben und nach Maur geschleppt, wo es repariert wurde. Der Delphin wurde in der Folge auf den Namen Möve umgetauft und nahm den Betrieb wieder auf. Die Frequenz sank aber von 26.000 Passagieren im Vorjahr auf unter 5.000 im Unglücksjahr. Um die Existenz der Dampfschifffahrtsgesellschaft zu retten, blieb nur der Bau eines neuen Schiffes.

## Geschichte des Greif

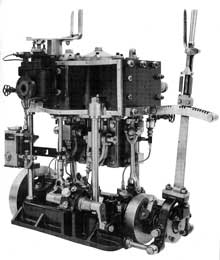
Originale Dampfmaschine

Durch das Schiffsunglück von Niederuster im Jahr 1892 schwand das Vertrauen der Bevölkerung in den Delphin. Die Schifffahrtsgesellschaft entschloss sich, zu handeln. Sie gab im Jahr 1895 bei Escher Wyss in Zürich (dem damals grössten Hersteller von Schiffen in der Schweiz) den Auftrag, ein neues, massgeschneidertes Schiff zu fertigen. Nach einer Bauzeit von nur drei Monaten im heutigen Schiffbau traf der Greif in Maur ein und ging am 12. Oktober auf Jungfernfahrt.
Die Kohle wurde im Jahr 1914 nach dem Ausbruch des Ersten Weltkrieges knapp; der Betrieb musste daher reduziert und teilweise eingestellt werden. Zwei Jahre später wurde der Greif zum Motorschiff umgebaut und erhielt einen Daimler-Ottomotor. Dies machte einen Maschinisten überflüssig und der Treibstoff wurde günstiger. Durch diese Einsparungen gelang es der Gesellschaft, wieder schwarze Zahlen zu schreiben. Im Jahr 1968 wurde der Greif mit einem Bedford-Dieselmotor ausgerüstet. Im Jahr 1979 wurde beim Abbruch eines Schwimmbaggers auf dem Zürcher Obersee die Original-Dampfmaschine des Schiffs gefunden.
Es verkehrte noch bis 1986 als Aushilfe für Kurs- und Rundfahrten. Im Jahr 1981 bestätigte ein Gutachten der Kantonalen Denkmalpflege die Schutzwürdigkeit von Schiff und Dampfmaschine; zwei Jahre später wurde die «Stiftung zur Restaurierung des Dampfschiffes Greif» gegründet.
Das Schiff wurde im Jahr 1986 von der Stiftung übernommen. Er wurde nach Originalplänen von Escher Wyss in der Werft Faul AG in Horgen restauriert und wieder mit der Original-Dampfmaschine und einem nachgebauten Kessel ausgerüstet. Zwei Jahre später wurde das Dampfschiff  nach Versuchsfahrten auf dem Zürichsee am 3. August 1988 auf den Greifensee gebracht. Am 3. September desselben Jahres fand die zweite Jungfernfahrt statt.
Das Schiff wird grösstenteils von freiwilligen Mitarbeitern der Stiftung zum Betrieb des Dampfschiffes Greif unterhalten, revidiert und gepflegt. Es wird für Rund-, Abend- und Charterfahrten eingesetzt und von speziell ausgebildeten Schiffsführern und Maschinisten betrieben.